# Gonioctena

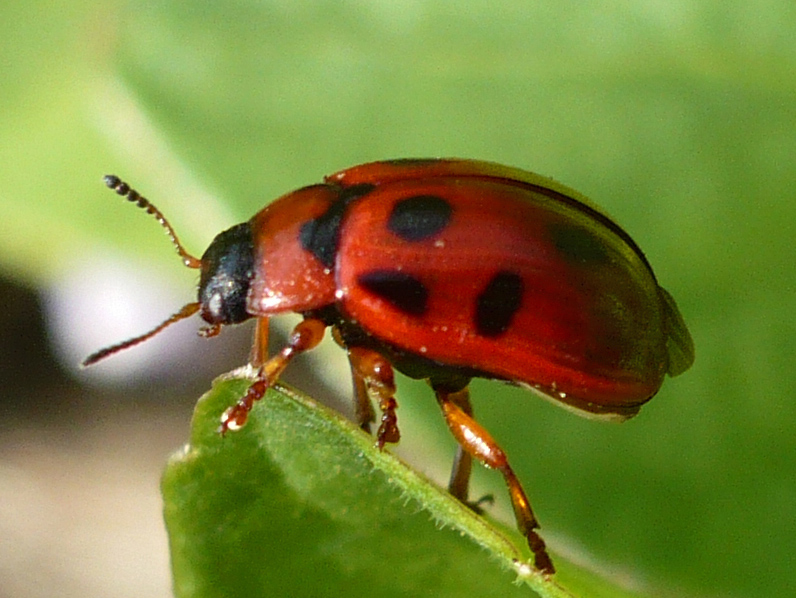
Gonioctena decemnotata

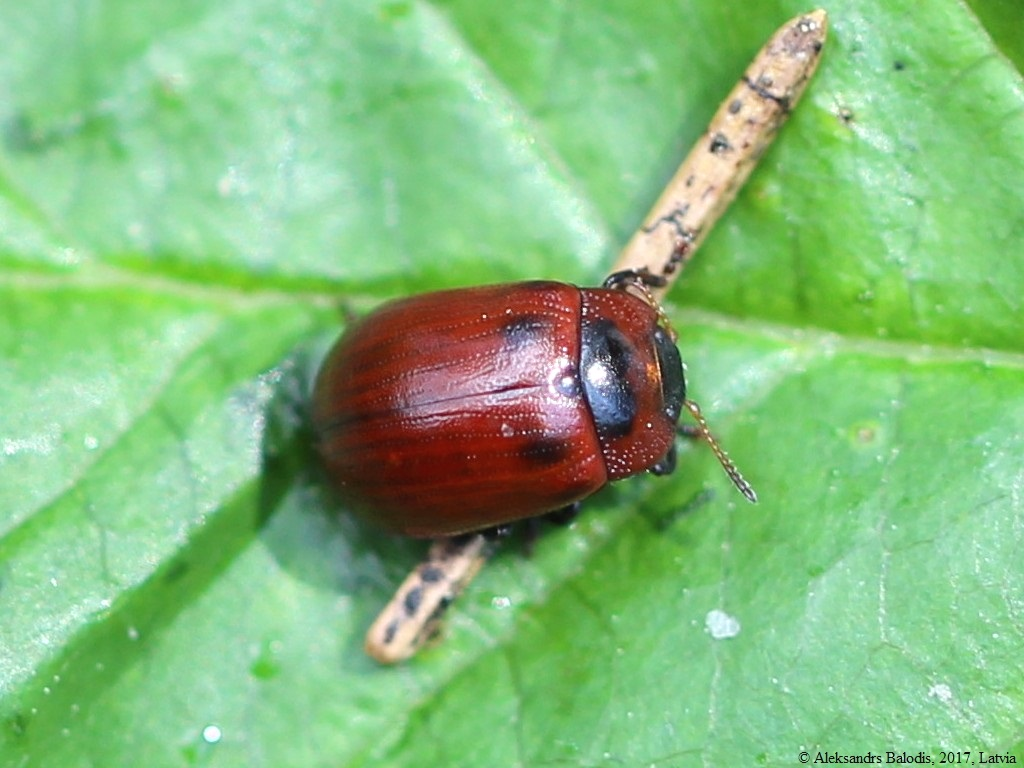
Gonioctena viminalis

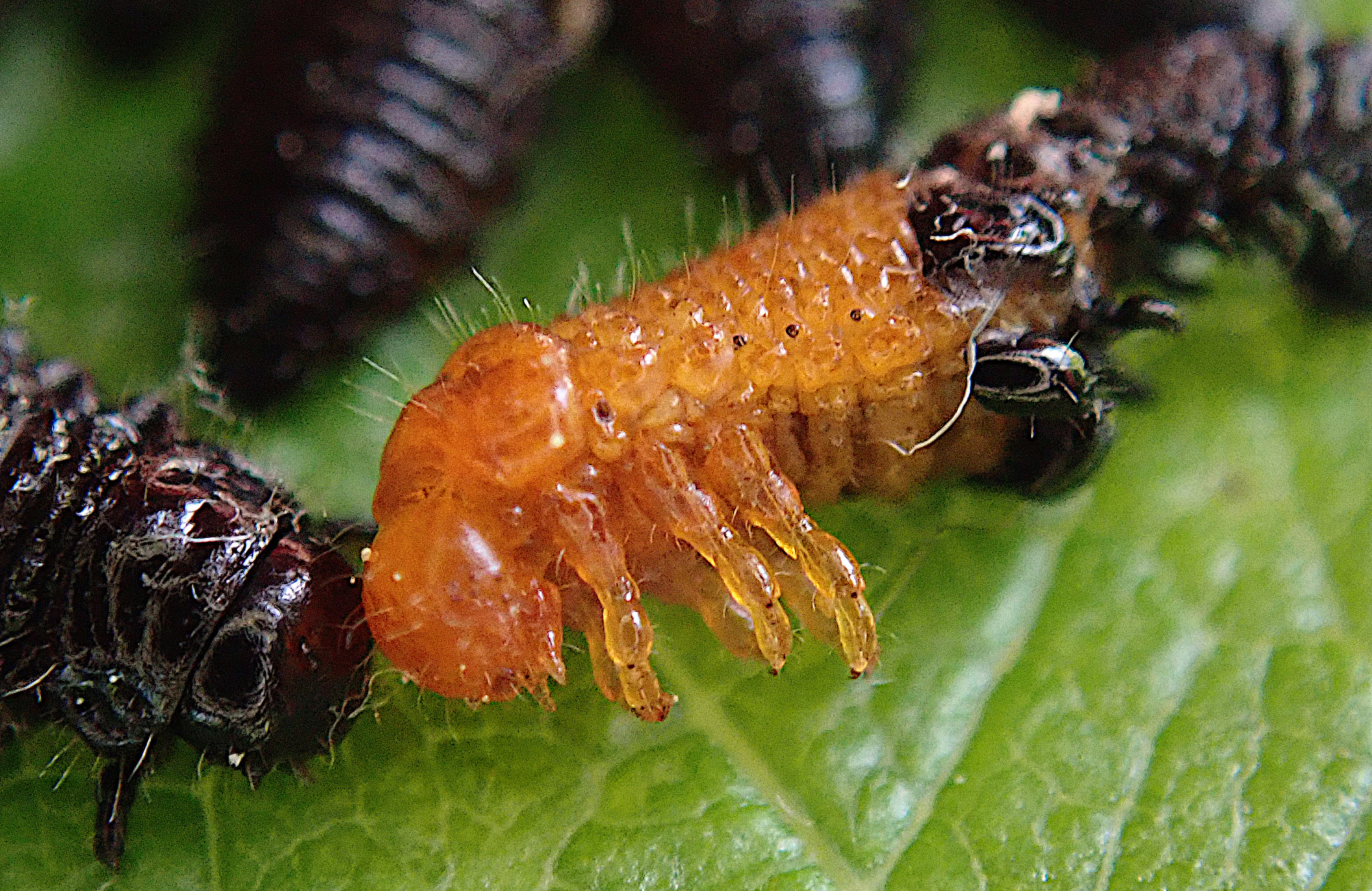
Gonioctena viminalis larva

Gonioctena es un género de escarabajos de la familia Chrysomelidae. Fue descrito por Chevrolat en 1837. Esta es una lista de especies del género: Es de distribución holártica. Se alimentan de Populus y Salix.
- Gonioctena aegrota Fabricius, 1798
- Gonioctena altimontana Chen, 1984
- Gonioctena decaspilota Achard, 1924
- Gonioctena decemnotata Marsham, 1802
- Gonioctena emeishana Bezdek, 2002
- Gonioctena filippovi Medvedev, 2004
- Gonioctena flavicornis Suffrian, 1851
- Gonioctena foochowensis Gruev, 1989
- Gonioctena fornicata Brüggemann, 1873
- Gonioctena gobanzi Reitter, 1902
- Gonioctena hiranoi Takizawa, 1989
- Gonioctena hoki Takizawa, 2007
- Gonioctena holdhausi Leeder, 1950
- Gonioctena intermedia Helliesen, 1913
- Gonioctena interposita Franz & Palmén, 1950
- Gonioctena israelita Lopatin & Friedman, 2003
- Gonioctena katsuyai Takizawa, 2007
- Gonioctena kaufmanni Miller, 1881
- Gonioctena kidoi Takizawa & Daccordi, 1998
- Gonioctena leprieuri Pic, 1911
- Gonioctena lineata Gené, 1839
- Gonioctena linnaeana Schrank, 1781
- Gonioctena nepala Gruev, 1989
- Gonioctena nivosa Suffrian, 1851
- Gonioctena norvegica Strand, 1936
- Gonioctena oculata Wang & Ge in Wang Shu-yong,, 2002
- Gonioctena olivacea Forster, 1771
- Gonioctena osawai Kimoto, 1996
- Gonioctena pallida Linnaeus, 1758
- Gonioctena pseudogobanzi Kippenberg, 2001
- Gonioctena pseudogobanzi Kippenberg, 2001
- Gonioctena quinquepunctata Fabricius, 1787
- Gonioctena shibatai Takizawa, 1982
- Gonioctena simotuke Takizawa, 2007
- Gonioctena suwai Takizawa, 1985
- Gonioctena tatesinensis Takizawa, 2007
- Gonioctena variabilis Olivier, 1790
- Gonioctena viminalis Linnaeus, 1758
- Gonioctena yunnanus Medvedev, 1999